# Peugeot Typ 147

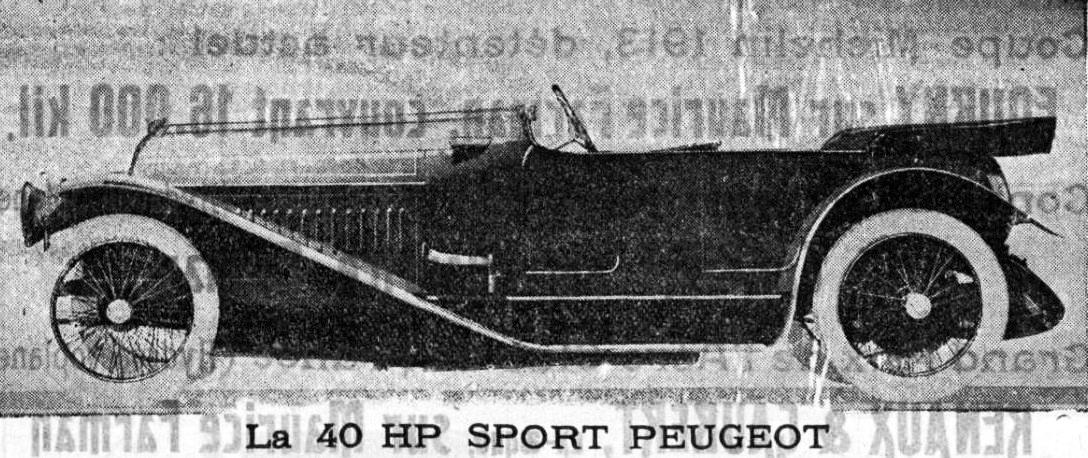
Peugeot Typ 147 von 1914

Der Peugeot Typ 147 ist ein frühes Automodell des französischen Automobilherstellers Peugeot, von dem von 1913 bis 1914 im Werk Lille 45 Exemplare produziert wurden.
Die Fahrzeuge besaßen einen Vierzylinder-Viertaktmotor, der vorne angeordnet war und über Kardan die Hinterräder antrieb. Der Motor leistete aus 7478 cm³ Hubraum 40 PS.
Es gab die Modelle 147 und 147 S. Bei einem Radstand von 369,7 cm betrug die Spurbreite 146 cm. Die Karosserieform Coupé-Limousine bot Platz für vier bis fünf Personen.